# Олевський район
Оле́вський райо́н — колишня адміністративно-територіальна одиниця Коростенської, Волинської округ, УРСР, Київської, Житомирської областей УРСР та України з адміністративним центром у м. Олевськ. Населення становить 42 179 осіб (на 1.08.2013). Площа — 2248 км². Утворено 1923 року.

## Загальні відомості
Протяжність району із заходу на схід близько 50 км, з півночі на південь 80 км. Вся територія Олевського району лежить в межах Поліської низовини і лише північно-східна частина — на відрогах Словечансько-Овруцького кряжу. На півночі межує з Лельчицьким районом Республіки Білорусь, на заході — з Рокитнівським районом Рівненської області. Зі сходу і півдня — з Лугинським, Ємільчинським, Новоград-Волинським районами Житомирської області.
Олевський район, як адміністративна одиниця, був створений у 1923 році. Площа району становить 224,7тис.га, або 7,1 % території області.
Сільськогосподарські угіддя займають 47,5тис.га, в тому числі рілля — 24 тис.га. Лісами вкрито 156,7 тис.га території району. Переважаючі типи лісів: соснові, дубово-соснові, березові та осикові.
Основні типи ґрунтів району: дернові, дерново-підзолисті, торфоболотні та низинні торф'яники, піщані та глинисто-піщані. Клімат — помірно-континентальний.
На території району розташовано 60 населених пунктів (52 села, 2 селища, 5 селищ міського типу, одне місто).

## Географія

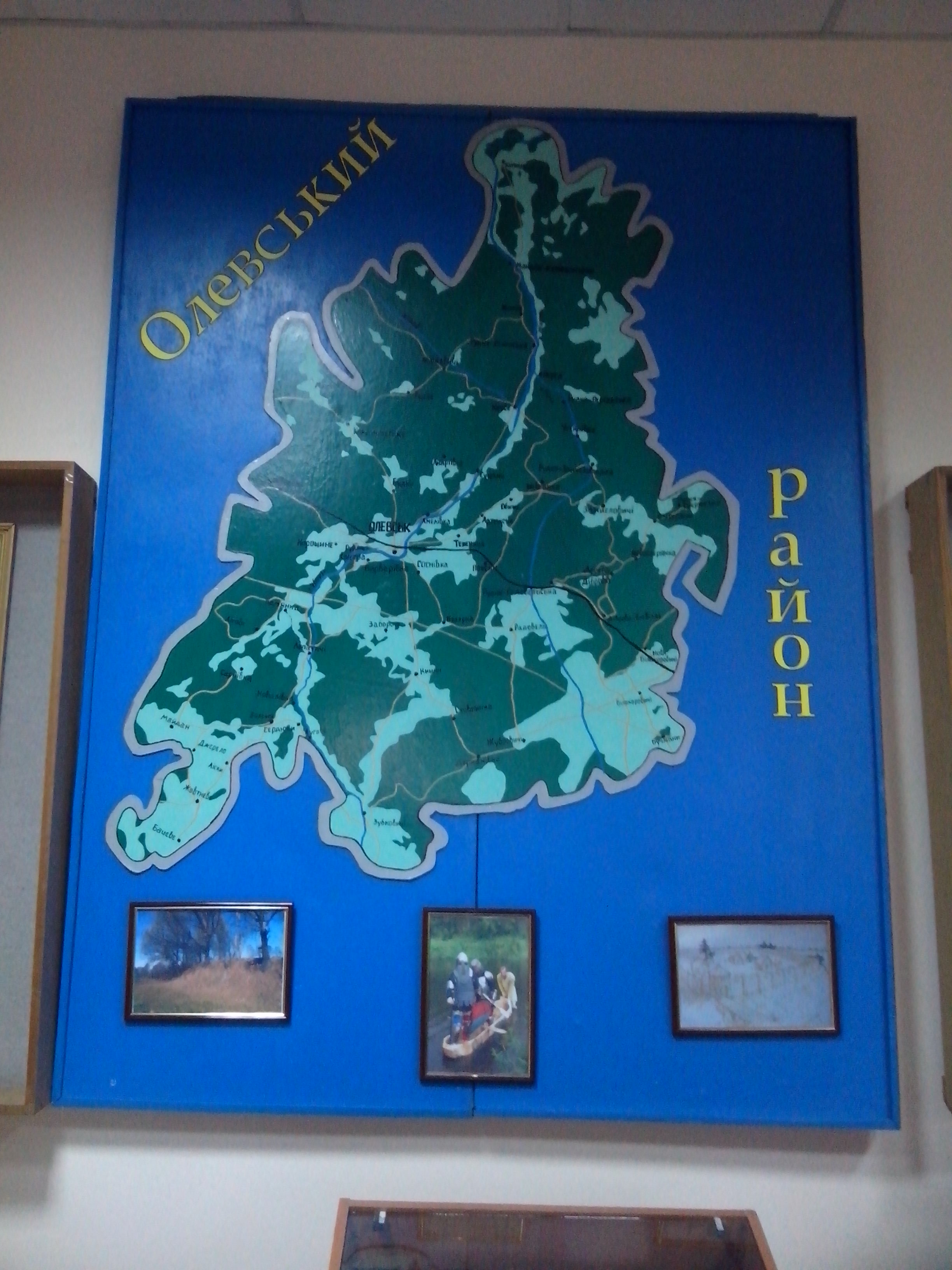
Мапа Олевського району в краєзнавчому музеї

Територією протікають річки басейну Дніпра: Уборть з притоками Зольня, Перга та інші. Ліси займають 73 відсотки площі району. В районі розташована більша частина Поліського заповідника, заповідник державного значення — Плотниця та шість пам'яток природи місцевого значення. Район володіє величезними запасами торфу, який використовується для виробництва торф'яних брикетів та добрив. Таких родовищ нараховується 83, є також бетонні піски, облицювальний камінь, граніт, різновидності кварцу, глини.

## Населення
За даними перепису населення СРСР 1939 року чисельність населення району становила 51 602 особи, з них українців — 43 530, росіян — 2 806, німців — 247, євреїв — 3 724, поляків — 615, інших — 680.

## Історія
Район утворений 7 березня 1923 року в складі Коростенської округи Волинської губернії з 25 сільських рад Олевської та Білокоровицької волостей Коростенського повіту.
13 червня 1930 року, відповідно до постанови ВУЦВК та РНК УРСР, Коростенську округу було ліквідовано, її колишню територію, в тому числі й Олевський район, включено до складу Волинської округи.
2 вересня 1930 року було скасовано поділ УРСР на округи, через що, від 15 вересня 1930 року, Олевський район, як і решта окремих адміністративних одиниць, перейшов у безпосереднє підпорядкування до республіканського центру.
9 лютого 1932 року район увійшов до складу новоствореної Київської області. 4 травня 1935 року район було віднесено до Коростенського округу в складі Київської області.
Внаслідок Голодомору 1932—1933 за архівними документами, у районі загинуло 650 чол., на сьогодні встановлено імена 294 чол.
22 вересня 1937 року було утворено Житомирську область з Олевським районом у складі.
3 21 серпня по 15 листопада 1941 року на території Олевського району існувала «Олевська республіка», що підпорядковувалась Уряду УНР в екзилі.
В 1941-44 роках територія району входила до складу гебітскомісаріату Олевськ Генеральної округи Житомир та складалась з 14 сільських управ.
30 грудня 1962 року до складу району було включено територію розформованого Лугинського району, котрий відновився 8 грудня 1966 року.
Ліквідований відповідно до постанови Верховної Ради України від 17 липня 2020 року «Про утворення та ліквідацію районів».

## Адміністративний устрій
Адміністративно-територіально район поділяється на міську та сільську об'єднані територіальні громади і сільську раду, які об'єднують 60 населених пунктів та підпорядковані Олевській районній раді. Адміністративний центр — місто Олевськ.

## Промисловість
Ця галузь є важливою складовою частиною господарського комплексу району. Основним виробником є підприємство металообробки і машинобудування — ВАТ «Завод тракторних нормалей», який має можливість забезпечити всі колективні сільгосппідприємства і фермерські господарства області культиваторами, рукавами високого тиску до гідросистеми тракторів і сільгоспмашин, запасними частинами тощо. Розглядається можливість випуску і ремонту на заводі льонокомбайнів. Завдяки тому, що на території району зосереджена значна частина буто-щебеневої сировини, на цій базі створені значні виробничі потужності: ВАТ «Озерянський КЗБГК», Олевський щебеневий завод, ЗАТ «Граніт», комбінат нерудних копалин «Кварц», ОП «Білокоровицький гранкар'єр». У районі також є підприємства харчової промисловості: ВАТ «Олевський хлібозавод», спільне підприємство облспоживспілки «Олевський консервно-сушильний завод» з переробки сільськогосподарської продукції, фруктів, ягід. Важливе місце в промисловому потенціалу району займають ВАТ «Завод електротехнічної порцеляни», а також Олевський, Білокоровицький та міжгосподарський лісгоспи.

## Сільське господарство
Характерним для району є виробництво м'яса, молока, картоплі, зерна, льону-довгунця, хмелю тощо. Ця галузь представлена 19 колективними сільськогосподарськими підприємствами і одним підсобним господарством.

## Будівництво
У районі працює 9 будівельних організацій. Головним джерелом інвестицій для будівництва залишився Чорнобильський фонд, на кошти якого ведеться будівництво об'єктів соціальної сфери та газифікація.

## Транспорт
Територію району перетинає одна залізнична магістраль з південного сходу на північний захід: Київ — Ковель. Довжина автомобільних шляхів загального користування становить 397 кілометрів. Територією району проходить автошлях E323.

## Економіка
Створено одне спільне підприємство з іноземними інвестиціями, їх учасниками стали представники Росії та Польщі. Можливе ефективне вкладання капіталу у розвиток гірничодобувної, лісової, машинобудівної та електротехнічної промисловості.

## Політика
25 травня 2014 року відбулися Президентські вибори України. У межах Олевського району були створені 63 виборчі дільниці. Явка на виборах складала — 62,99 % (проголосували 20 510 із 32 560 виборців). Найбільшу кількість голосів отримав Петро Порошенко — 36,65 % (7 516 виборців); Юлія Тимошенко — 26,06 % (5 345 виборців), Олег Ляшко — 17,03 % (3 493 виборців), Анатолій Гриценко — 5,13 % (1 053 виборців), Сергій Тігіпко — 3,57 % (733 виборців). Решта кандидатів набрали меншу кількість голосів. Кількість недійсних або зіпсованих бюлетенів — 0,92 %.

## Пам'ятки
- Пам'ятки історії Олевського району
- Пам'ятки монументального мистецтва Житомирської області